# Perales
Perales és un municipi de la província de Palència a la comunitat autònoma de Castella i Lleó (Espanya). Limita amb Paredes de Nava, Becerril de Campos, San Cebrián de Campos i Manquillos.

## Demografia
| 1991 | 1996 | 2001 | 2004 |
| ---- | ---- | ---- | ---- |
| 165  | 137  | 103  | 107  |